# Poste restante
Pour les articles homonymes, voir PR.
« Poste restante », également abrégé par le sigle PR, est une indication portée sur un courrier pour indiquer qu'il doit être conservé dans un bureau de poste jusqu'à ce que son destinataire vienne l'y retirer.
C'est aussi, par métonymie, le nom donné à ce service.

## Rédaction de l'adresse
L'adresse à rédiger est celle du bureau de poste :

« Mme UneTelle
Poste restante
Succursale Mont-Royal
Montréal QC  H3P 3B7
--Canada-- »

L'expression française « poste restante » est connue dans le monde entier, le français étant la langue de l'Union postale universelle (depuis 1874). Il y a des alternatives dans plusieurs autres langues, dont l'anglais, le polonais, le finnois, ou encore le suédois. L'allemand l'a également utilisée à une période antérieure (Postlagernd étant aujourd'hui préféré).
Par courtoisie pour les postiers, il est de plus possible d'indiquer la date à laquelle le destinataire devrait venir retirer le courrier.

## Modalités
Selon les pays, il existe généralement un délai de garde au-delà duquel le retrait d'un courrier en poste restante n'est plus possible (de l'ordre de 15 ou 30 jours).
Pour le destinataire, le service est payant en France mais généralement gratuit dans la plupart des pays membres de l'Union postale universelle.

## Utilité
Ce service permet une certaine confidentialité. Pour cette raison, il est appelé plaisamment « boîte à cocus » ou « boîte à cornes ».
Cette confidentialité reste cependant limitée, dans la mesure où l'anonymat n'est généralement pas possible : il est en effet nécessaire de présenter une pièce d'identité portant le nom indiqué sur le courrier pour pouvoir le retirer.
Ce service est également utile aux personnes qui n'ont pas d'adresse fixe, ou qui ne sont que de passage dans une région.

## Par pays

### Canada
Au Canada, Postes Canada propose la petite case postale au même prix.

### France
En France, La Poste propose la poste restante aux tarifs en 2024 de 1,49 € par lettre (prix de l'affranchissement d'une lettre), 0,76 € par journal ou périodique, et 5,72 € par colis. Les courriers sont mis à disposition pendant une durée de quinze jours à trois mois.

### États-Unis
Aux États-Unis, le code ZIP+4 d'un courrier envoyé en poste restante a « 9999 » pour extension.

### Suisse
Le service « poste restante » est gratuit en Suisse, le nom du destinataire doit être clairement désigné et le courrier est gardé 1 mois.
En outre, La Poste offre la prestation Pickpost. pour les colis. Elle est gratuite pour l'expéditeur comme pour le destinataire et permet de retirer ses envois dans près de 350 offices de poste, gares et stations-service. De plus, un numéro est attribué à chaque client, permettant de l'informer par courriel ou SMS de la disponibilité de son colis.